# Jankó Béla (matematikus)
Jankó Béla (Marosludas, 1926. július 30. – Budapest, 2007. augusztus) – erdélyi származású magyar matematikus.

## Életpályája
1950-ben matematika szakot végzett a Bolyai Tudományegyetemen, majd 1966-ban doktorált a már egyesített Babeș–Bolyai Tudományegyetemen. A nagybányai főiskolán tanított, majd Magyarországra költözött, és az ELTE matematikai intézetében dolgozott. 1982-ben kandidátus, 1995-ben habilitált.
Kutatási területei: matematikai analízis, numerikus matematika.

## Könyvei
- Jankó Béla: Nemlineáris operátor egyenletek numerikus megoldása, Tankönyvkiadó, Budapest, 1990.
- Jankó Béla: Nemlineáris egyenletek közelítő megoldása, Tankönyvkiadó, Budapest, 1986.
- Jankó Béla: Rezolvarea ecuaţiilor operaţionale neliniare în spaţii Banach, Bucureşti, Ed. Academiei R. P. R., 1969.
- Jankó Béla: Rezolvarea numerică a sistemelor de ecuaţii liniare, Bucureşti, Ed. Academiei R. P. R. 1961.

## Válogatás cikkeiből
- Jankó B.: Nonlinear programming for set valued extremal solution of linear and of nonlinear large systems of inequalities. Bul. Stiint. Univ. Baia Mare Ser. B 14 (1998), no. 1, 21–50.
- Jankó B: On a unified theory of iteration methods for solving nonlinear operator equations. III. Studia Sci. Math. Hungar. 27 (1992), no. 1-2, 43–50.
- Jankó B.: Über die ableitungsfreie Näherungsverfahren von der höheren Konvergenzenordnung für die Auflösung nichtlineare Operatorgleichungen in pseudometrischen Räumen.  Publ. Math. Debrecen 36 (1989), no. 1-4, 119–125.
- Jankó B.: On a unified theory of iteration methods for solving nonlinear operator equations. II. Ann. Univ. Sci. Budapest. Sect. Comput. 6 (1985), 183–189 (1987).
- Jankó B.: On the generalized secant method for solving nonlinear operator equations in semiordered spaces. Ann. Univ. Sci. Budapest. Sect. Comput. 3 (1982), 63–72 (1983).
- Jankó B.: On the unitary theory of iteration methods for solving nonlinear operator equations considered in semiordered spaces. Ann. Univ. Sci. Budapest. Sect. Comput. 1979, no. 2, 85–90 (1981).
- Groze S.; Jankó B.: Application of iterative methods for solving operator equations and improving convergence conditions. Anal. Numér. Théor. Approx. 6 (1977), no. 1, 15–21.
- Jankó B.: Sur les méthodes d'itération pour la résolution des équations fonctionnelles non linéaires définies dans l'espace de Banach. (French) Rev. Roumaine Math. Pures Appl. 18 (1973), 43–52.
- Jankó B.; Groze S.: Sur la méthode de Newton dans les espaces L-supermétriques. (French) Studia Univ. Babeș-Bolyai Ser. Math.-Mech. 17 (1972), no. 1, 55–59.
- Groze S.; Goldner G.; Jankó B. On the method of chords in the solution of operator equations defined in supermetric spaces. (Romanian) Stud. Cerc. Mat. 23 (1971), 719–725.
- Jankó B.; Coroian I.: The Newton-Kantorovic method for nonlinear operator equations depending on a parameter. (Romanian) Stud. Cerc. Mat. 20 1968 1489–1495.
- Jankó B.; Fornwald, F.; Gaidici A. On the method of Newton applied to the solution of nonlinear functional equations. (Romanian) Stud. Cerc. Mat. 20 1968 1169–1174.
- Jankó B.; Coroianu I.; Balázs, M.: On the Newton-Kantorovic method for solving nonlinear operator equations. (Romanian) An. Univ. Timisoara Ser. Sti. Mat.-Fiz. 6 1968 187–200.
- Balázs M.; Jankó B.: On the solution of nonlinear operator equations by the method of tangent hyperbolas. (Romanian) Stud. Cerc. Mat. 20 1968 809–817.
- Jankó B.; Pop, V.: On the solution of operator equations, defined in metric spaces, by means of methods that are convergent of order k. (Romanian) Stud. Cerc. Mat. 19 1967 1155–1158.
- Jankó B.; Balázs M.: On the solution of nonlinear operator equations by the generalized method of tangent hyperbolas. II. (Romanian) Stud. Cerc. Mat.'18 1966 817–828.
- Jankó B.: Sur la résolution des équations opérationnelles nonlinéaires. (French) Mathematica (Cluj) 7 (30) 1965 257–262.
- Jankó B.: Sur une nouvelle généralisation de la méthode des hyperboles tangentes pour la résolution des équations fonctionnelles non-linéaires définies dans l'espace de Banach. (French) Ann. Polon. Math. 12 1962/1963 279–288.
- Jankó B.: Sur les méthodes d'itération appliquées dans l'espace de Banach pour la résolution des équations fonctionnelles nonlinéaires. (French) Mathematica (Cluj) 4 (27) 1962 261–266.
- Jankó B.: Sur la théorie unitaire des méthodes d'itération pour la résolution des équations opérationnelles non-linéaires. I. (French) Magyar Tud. Akad. Mat. Kutató Int. Közl. 6 1961 301–311.
- Jankó B.: Sur l'analogue de la méthode de Tchebycheff et de la méthode des hyperboles tangents. (French) Mathematica (Cluj) 2 (25) 1960 269–275.